# Poslanecký klub TOP 09 a Starostové
Poslanecký klub TOP 09 a Starostové naposledy vznikl po volbách do Poslanecké sněmovny uskutečněných 25. a 26. října 2013, ve kterých strana TOP 09 s podporou STAN dostala 12% voličských hlasů a získala tak 26 poslanců. Po volbách v roce 2017, do kterých kandidovali TOP 09 i STAN samostatně, se rozhodli nevytvořit společný poslanecký klub a ten tudíž ustavením nové sněmovny zanikl.
V Senátu Parlamentu České republiky působí aktuálně Klub Starostové a nezávislí, který je se svým počtem 19 členů momentálně druhým největším klubem horní komory. Členy klubu jsou senátoři nominovaní například STAN, TOP 09, SLK, Ostravak, ale i dalšími stranami a hnutími.

## Historie klubu
Poprvé vznikl po parlamentních volbách uskutečněných 28. a 29. května 2010, ve kterých strana TOP 09 překročila pětiprocentní uzavírací klauzuli. Až do dubna 2013 byli členy klubu pouze poslanci, kteří získali poslanecký mandát na kandidátce TOP 09. K 16. dubnu 2013 se členem klubu stal Milan Šťovíček, zvolený na kandidátce Věcí veřejných. Klub měl tedy původně 41 členů, později 42. Zanikl spolu s rozpuštěním Poslanecké sněmovny 28. srpna 2013. Po celé první volební období byl jeho předsedou Petr Gazdík.
Po volbách do Poslanecké sněmovny v říjnu 2013 byl klub znovu ustaven. Měl 26 členů. Nejdříve byl jeho předsedou opět zvolen Petr Gazdík. Po nezvolení Miroslava Kalouska místopředsedou Poslanecké sněmovny ale odstoupil a předsedou klubu byl zvolen právě Kalousek, jenž tak získal přednostní právo pro parlamentní diskuzi, o které jako jeden z předních lídrů opozice stál. Na konci listopadu 2015 byl Kalousek zvolen předsedou TOP 09 a na místo předsedy klubu na začátku prosince téhož roku rezignoval. Novým předsedou byl zvolen František Laudát. Ten na post předsedy poslaneckého klubu rezignoval v dubnu 2017, jelikož se rozhodl, že již nebude v blížících se volbách obhajovat poslanecký mandát a považoval za vhodné, aby tento post zastával někdo, kdo ve volbách do Poslanecké sněmovny PČR v říjnu 2017 kandidovat bude. Nahradil jej tedy Michal Kučera, který se tak stal zároveň posledním předsedou tohoto poslaneckého klubu. V dubnu 2017 do klubu vstoupila původně členka hnutí ANO Kristýna Zelienková, ta se později stala také lídryní kandidátky TOP 09 ve Zlínském kraji.
V 8. volebním období Poslanecké sněmovny již existují kluby obou stran odděleně jako Poslanecký klub TOP 09 (7 členů) a Poslanecký klub STAN (6 členů).
| Volební období | Počet členů | Předseda klubu                                                  | Předseda strany                        |
| -------------- | ----------- | --------------------------------------------------------------- | -------------------------------------- |
| 2010–2013      | 42          | Petr Gazdík                                                     | Karel Schwarzenberg                    |
| 2013–2017      | 26          | Petr Gazdík, Miroslav Kalousek, František Laudát, Michal Kučera | Karel Schwarzenberg, Miroslav Kalousek |

## Složení poslaneckého klubu

### Vedení klubu
| Funkce                 | Jméno a příjmení | Volební kraj      |
| ---------------------- | ---------------- | ----------------- |
| Předseda klubu         | Michal Kučera    | Ústecký kraj      |
| Místopředseda klubu    | Marek Ženíšek    | Plzeňský kraj     |
| Místopředseda klubu    | Václav Horáček   | Liberecký kraj    |
| Místopředsedkyně klubu | Anna Putnová     | Jihomoravský kraj |

### Členové klubu
| Jméno a příjmení poslance | Volební kraj         |
| ------------------------- | -------------------- |
| Markéta Pekarová Adamová  | Hlavní město Praha   |
| Zdeněk Bezecný            | Jihočeský kraj       |
| Jan Farský                | Liberecký kraj       |
| Petr Gazdík               | Zlínský kraj         |
| Leoš Heger                | Královéhradecký kraj |
| Václav Horáček            | Liberecký kraj       |
| Jitka Chalánková          | Olomoucký kraj       |
| Miroslav Kalousek         | Středočeský kraj     |
| Daniel Korte              | Hlavní město Praha   |
| Rom Kostřica              | Jihomoravský kraj    |
| Jiří Koubek               | Hlavní město Praha   |
| Věra Kovářová             | Středočeský kraj     |
| Michal Kučera             | Ústecký kraj         |
| Helena Langšádlová        | Středočeský kraj     |
| František Laudát          | Hlavní město Praha   |
| Jaroslav Lobkowicz        | Plzeňský kraj        |
| Nina Nováková             | Středočeský kraj     |
| Herbert Pavera            | Moravskoslezský kraj |
| Gabriela Pecková          | Hlavní město Praha   |
| Martin Plíšek             | Hlavní město Praha   |
| Anna Putnová              | Jihomoravský kraj    |
| Karel Schwarzenberg       | Hlavní město Praha   |
| Jiří Skalický             | Pardubický kraj      |
| František Vácha           | Jihočeský kraj       |
| Kristýna Zelienková       | Středočeský kraj     |
| Marek Ženíšek             | Plzeňský kraj        |

### Bývalí členové klubu
| Jméno            | Volební kraj       | Poznámka |
| ---------------- | ------------------ | --- |
| Stanislav Polčák | Hlavní město Praha | Ve volbách do Evropského parlamentu v květnu 2014 byl zvolen europoslancem a jeho mandát v Poslanecké sněmovně tak 30. 6. 2014 zanikl. Nahradil ho Martin Plíšek. |
| Karel Tureček    | Kraj Vysočina      | Poté co dlouhodobě hlasoval v rozporu s klubem a neúčastnil se jednání klubu, byl z klubu vyloučen. Následně vstoupil do klubu ANO 2011.                          |